# Fratelli Romani
I fratelli 
Giorgio (Torricella Sicura, 13 aprile 1884 – Monfenera, 22 novembre 1917) e  
Saverio Romani (Torricella Sicura, 5 aprile 1893 – Treville di Castelfranco Veneto, 2 dicembre 1918) furono due militari italiani della prima guerra mondiale.

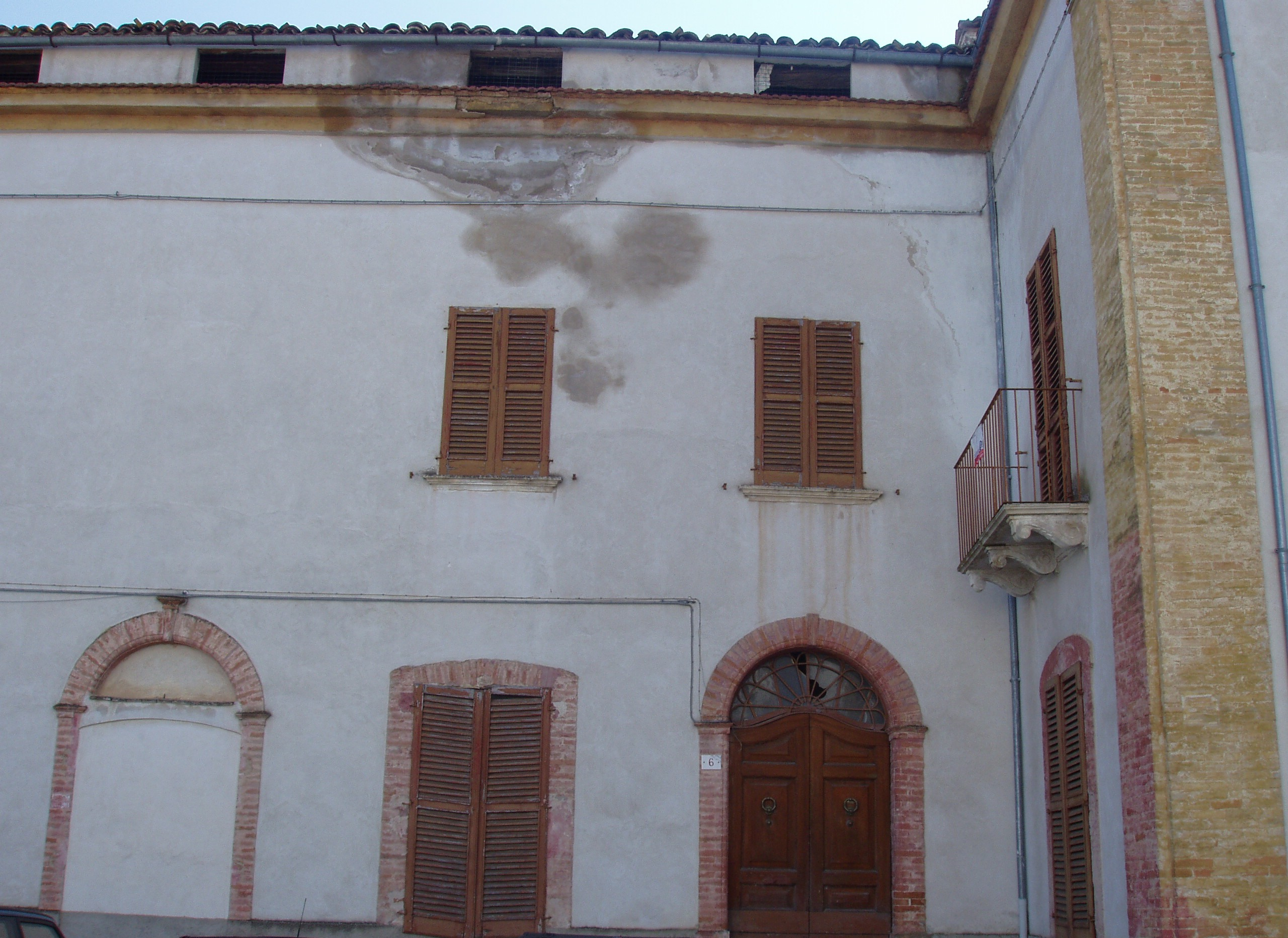
Antica casa della famiglia Romani a Torricella Sicura

Giorgio morì in battaglia; Saverio morì in seguito a tifo con broncopolmonite nell'Ospedaletto da campo n. 100. Erano figli di Giovanbattista e Anna Angela Censoni.

## Giorgio Romani

Giorgio Romani

Compiuti gli studi liceali presso il Convitto Nazionale di Teramo si trasferì a Roma per iscriversi alla facoltà di Giurisprudenza. Là forma e matura il suo pensiero politico, le sue aspirazioni di unità nazionale, di fratellanza universale; da allora sarà convinto repubblicano. 

Tra i fondatori nel luglio 1914 della Sezione provinciale del Partito repubblicano "Pensiero ed azione"  di Teramo, fu tra gli organizzatori del Comizio interventista indetto dalla stessa Sezione che si tenne il 14 febbraio del 1915 nel Teatro Apollo di Teramo, con la partecipazione di oltre duemila persone, nel quale egli stesso presentò l'oratore Cesare Battisti.
Pubblicò il primo volume, dei tre che avrebbero costituito l'opera completa de “La Guerra liberatrice”.
Convinto assertore di Trento e Trieste libere, scrisse numerosi articoli pubblicati sulle testate dell'epoca, tra cui la rivista "Il Risveglio" con la quale collaborava pressoché stabilmente nel periodo antecedente l'entrata in guerra dell'Italia. Tenne numerosi discorsi e nella regione abruzzese e in quella marchigiana per la campagna interventista.
Coerente con le proprie idee partì volontario, dapprima a Chieti come sergente, istruttore ed animatore di reclute. Ben presto, col grado prima di sottotenente e quindi di Tenente di Complemento, prende parte ad importanti fatti d'arme. 
Nel novembre 1915 è a Col di Lana; nell'aprile del 1916 prende parte agli attacchi di Passo Tre Croci; successivamente alla quota di 2056 metri della Croda d'Ancona, dove combatteva dal 6 al 19 giugno 1916.
Dopo Caporetto è al fronte in prima linea. Morì a 33 anni, nel 1917, nella battaglia di Monfenera-Vettorazzi. Lasciò la moglie Margherita e due figli.

### Onorificenze
Gli furono attribuite: 

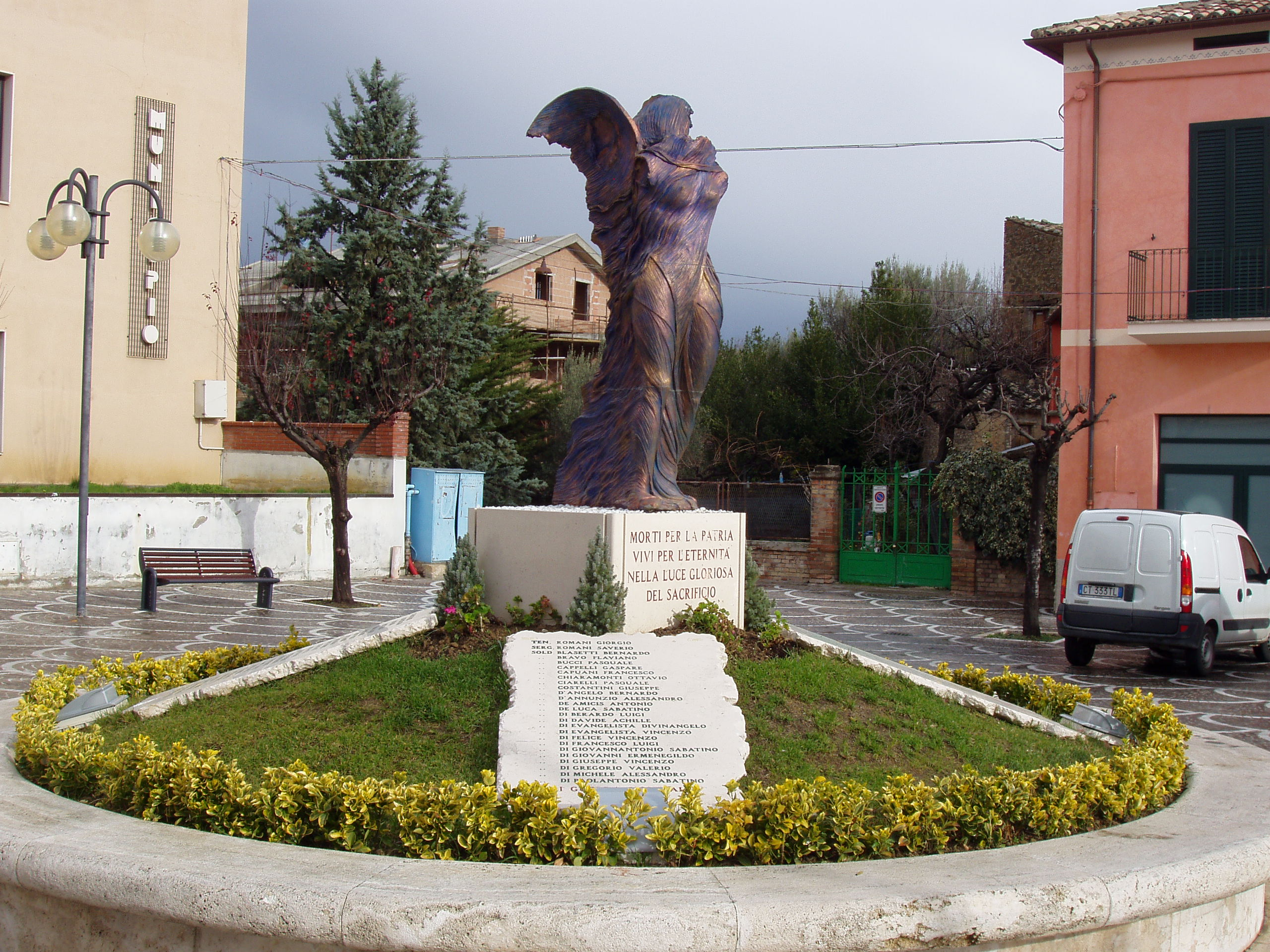
Monumento ai caduti a Torricella Sicura, dedicato anche a Giorgio Romani e a suo fratello Saverio

- la Medaglia d'argento al valor militare il 10 maggio del 1919, con la seguente motivazione:

- la Croce di Guerra al Valor Militare il 21 settembre del 1920;
- la Medaglia a ricordo della Guerra 1915/18, il 5 febbraio del 1921;
- il Nastro Azzurro dei combattenti alla memoria, il 20 ottobre del 1932.

Lapidi alla memoria sono installate al Tribunale di Teramo e nel monumento ai caduti della piazza principale di Torricella Sicura. Sempre a Torricella gli è stata dedicata una via nel quartiere dove ha sede la sua casa natale.

### Scritti
- Giorgio Romani, La Guerra liberatrice, Teramo, Casa Tip. Ed. Il Risveglio, 1916. - X, 229 p.

## Saverio Vincenzo Romani

Saverio Vincenzo Romani

Saverio Vincenzo Romani partì per mobilitazione alle armi a 22 anni con il grado di sergente. Fu assegnato al 29º gruppo di artiglieria obici P. C., morì in seguito a tifo con broncopolmonite all'ospedaletto da campo n. 100 a Castelfranco Veneto (TV) il 2 dicembre del 1918, a guerra finita.
Gli furono attribuite: la Medaglia a ricordo della Guerra 1915/18; la Medaglia della Vittoria e la Medaglia a ricordo dell'Unità d'Italia.